# Lumbricillus immoderatus
Lumbricillus immoderatus är en ringmaskart som beskrevs av Finogenova 1988. Lumbricillus immoderatus ingår i släktet Lumbricillus och familjen småringmaskar. Inga underarter finns listade i Catalogue of Life.